# North Pennines

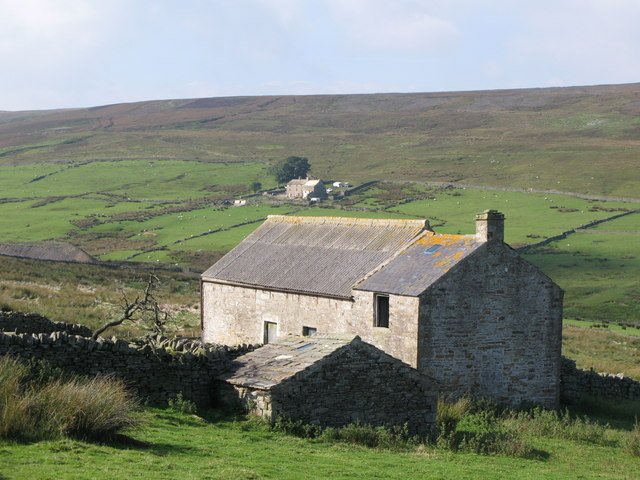

North Pennines AONB

Die North Pennines sind ein Area of Outstanding Natural Beauty (AONB) im Norden Englands. Die North Pennines sind das nördliche Ende des Gebirgszuges der Pennines. Das AONB fällt in die Countys Cumbria, Northumberland und Durham sowie mit 2,6 km² auch in das County North Yorkshire.
Das AONB der North Pennines ist das zweitgrößte in England (nur die Cotswolds sind größer) und als Naturschutzgebiet wird es ansonsten nur von den Nationalparks des Lake District und von Snowdonia übertroffen.
Die Landschaft der North Pennines ist von Heide und Mooren geprägt.
Der River Tees mit seinen Wasserfällen Cauldron Snout und High Force gehört zu den Besucherattraktionen der North Pennines. Der Fluss hat an diesen Stellen die der Region unterliegenden Gesteinsschichten freigelegt. Das AONB wurde 2003 der erste Geopark Großbritanniens und ist auch ein UNESCO Global Geopark.
In diesem AONB liegt die höchste Erhebung der Pennines, der 893 m ASL hohe Cross Fell. Der Pennine Way erreicht am Cross Fell seinen höchsten Punkt. Ein weiterer Wanderweg durch die North Pennines ist der Rundweg des Issac’s Tea Trail.
Neben kleinen Orten finden sich auch zahlreiche historische Siedlungsspuren in den North Pennines. Der Tortie Stone ist ein weitgehend unerklärter bearbeiteter Stein aus dem Neolithikum, der Brackenber Grabhügel bei Appleby-in-Westmoreland stammt aus der Bronzezeit. Das römische Lager Whitley Castle sowie mittelalterliche Klosterbauten wie Muggleswick Grange zeigen die anhaltende Besiedlung des Gebietes, dessen Landschaft noch heute Spuren des späteren Abbaus von Blei zeigt.
Der Dichter W.H. Auden war ein großer Liebhaber der North Pennines und erwähnt sie wiederholt in seinen Werken.